# Helvella macropus
Helvella macropus (Christian Hendrik Persoon, 1796 ex Petter Adolf Karsten, 1871) din încrengătura Ascomycota, în familia Helvellaceae și de genul Helvella, este o specie de ciuperci comestibile. Un nume popular nu este cunoscut. Acest burete saprofit și nu prea frecvent trăiește în grupuri mai mari sau mici pe orice sol, preferând însă o împrejurime mai umedă și umbroasă. El se poate găsi în România, Basarabia și Bucovina de Nord  în păduri de foioase și mixte, de-a lungul marginilor acestora, adesea pe lângă fagi precum sub tufișuri între urzici. Apare de la câmpie la munte, din (iulie) august până la sfârșitul lui octombrie, uneori și în noiembrie.

## Taxonomie

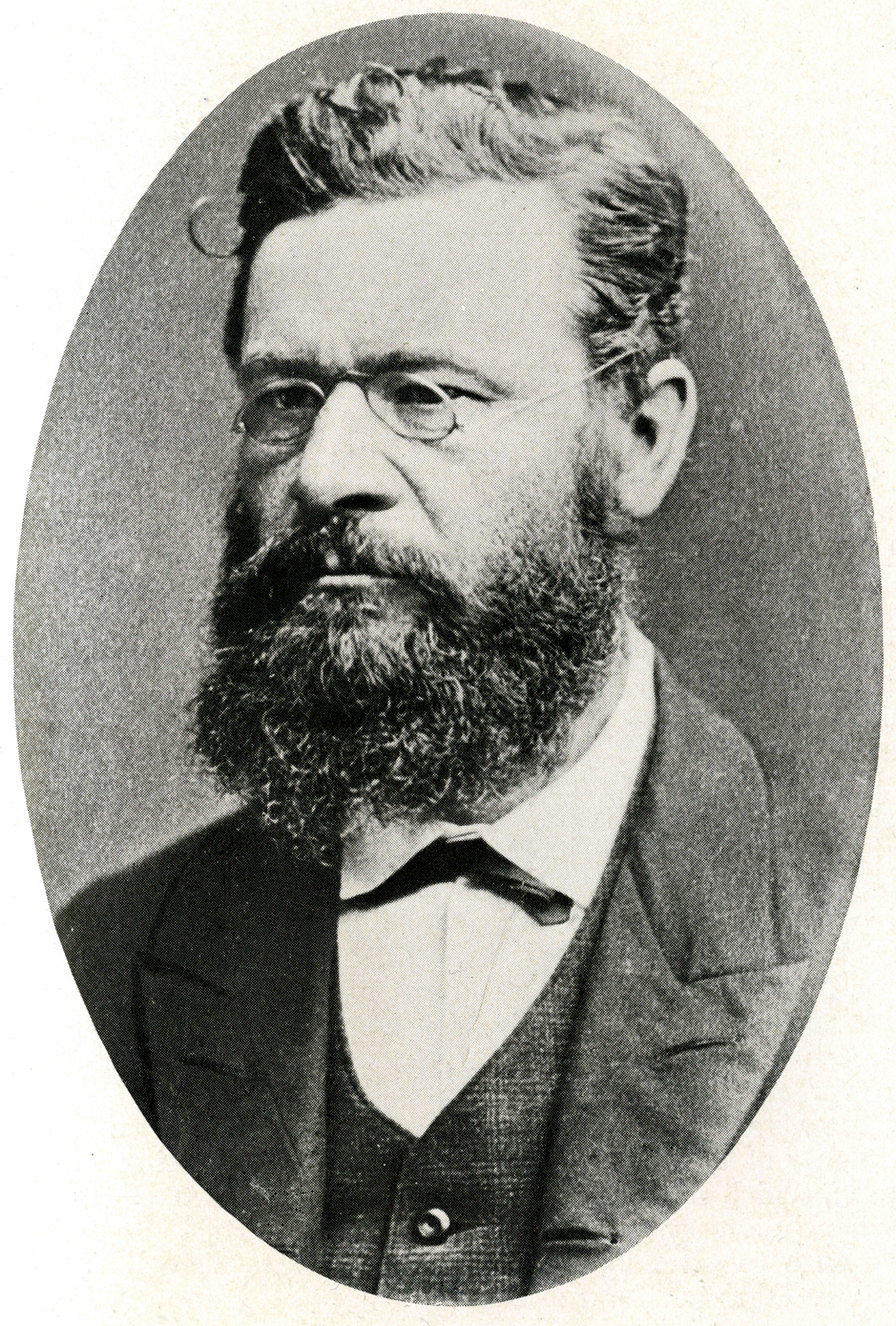
Petter Adolf Karsten

Deși specia a fost descrisă deja mai devreme de mai mulți botaniști, astfel și de Johann Hedwig ca Octospora bulbosa în volumul 2 al marii sale opere Descriptio et adumbratio microscopico-analytica muscorum frondosorum nec non aliorum vegetantium e classe cryptogamica Linnaei novorum dubiisque vexatorum din 1789, care a fost până în secolul al XX-lea numele binomial, dar s-a hotărât că cel valabil are să fie Peziza macropus, determinat de omul de știință bur Christian Hendrik Persoon în volumul 1 al Observationes mycologicae. Seu descriptiones tam novorum, quam notabilium din 1796.
Micologul finlandez Petter Adolf Karsten a transferat specia corect la genul Helvella sub păstrarea epitetului, de verificat în volumul 19 al jurnalului botanic Bidrag till Kännedom av Finlands Natur och Folk din 1871, fiind numele curent valid (2020).
Specia a mai fost descrisă sub mai mulți alți taxoni (vezi și infocaseta), cu toții acceptați sinonim, din care unii sunt folosiți până în prezent. Mai multe încercări de redenumire precum variații vezi la Index Fungorum.
Epitetul specific este derivat din cuvântul latin (latină macer=slab, slăbuț, mai lung în relație cu grosimea, datorită aspectului general.

## Descriere

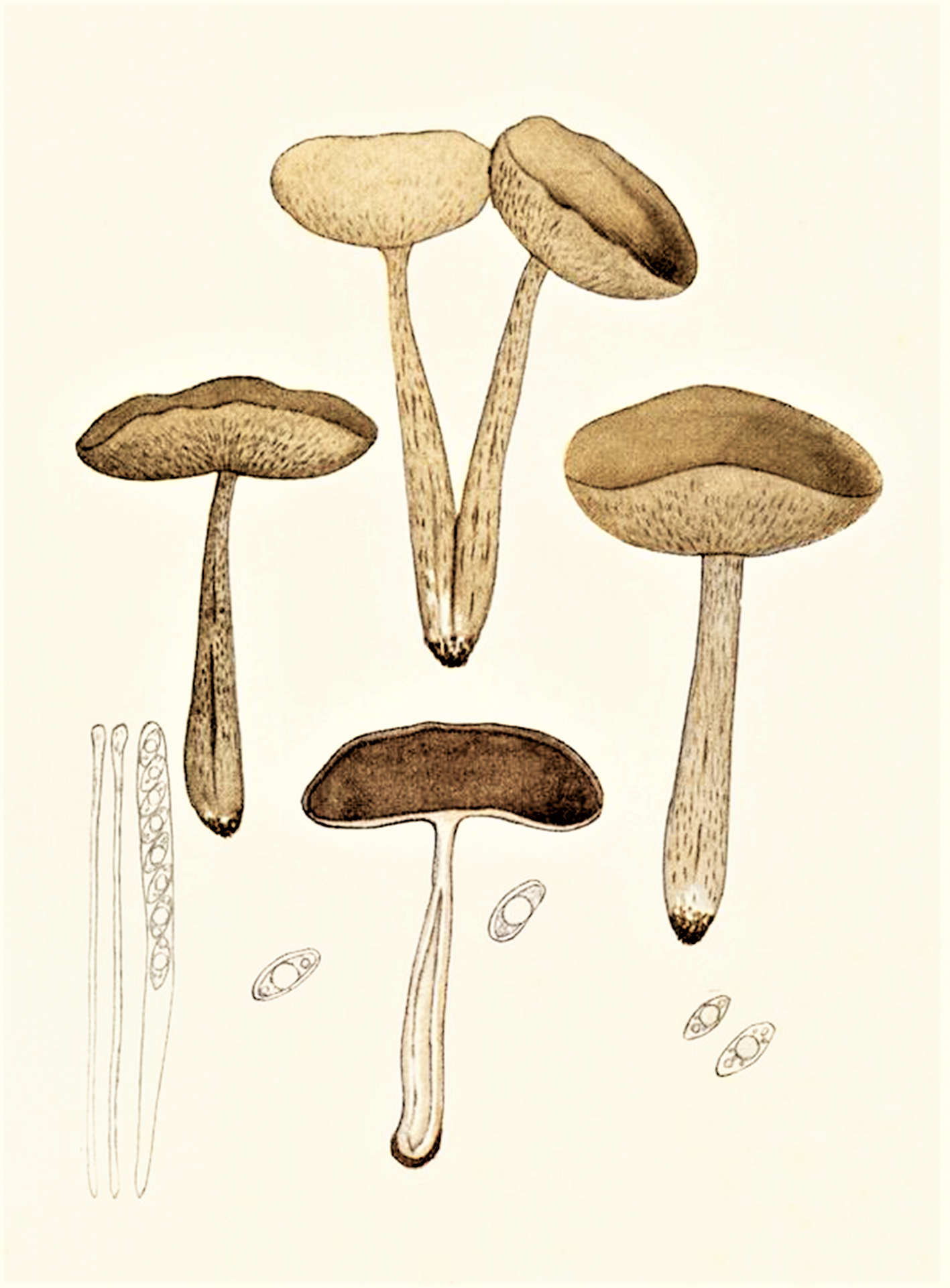
Bres.: Macropodia macropus

- Corpul fructifer: are un diametru de 2-5cm, este coriaceu-fragil, în formă de cupă și preponderent umed. Suprafața inferioară este netedă, la început gri-albicioasă, apoi gri-brună până ocru-brună, bătrană nu rar închis brună, iar cea exterioară, inițial aproape netedă, devine repede granuloasă chiar ceva pâsloasă, fiind în stadiu tânăr colorată ca partea superioară, dar capătă și ea tonuri cu brun, rămânând însă mai deschisă. Marginea pălăriei este și ea slab pâsloasă.
- Piciorul: mereu mai lung decât diametrul pălăriei, are o înălțime de 4-5 (8)cm și o grosime de 0,4-0.6cm, este mai mult sau mai puțin cilindric, ceva îngroșat spre bază și subțiat spre vârf sau în formă de fus, cu o consistență ceva mai dură și elastică în comparație cu pălăria, fiind catifelat până granulat până chiar slab pâslos ca partea exterioară a pălăriei, uneori cu riduri insinuate, inițial plin, mai târziu gol pe dinăuntru. Coloritul exterior este gri-albicios până gri-brun, în vârstă brun, nu rar ca pălăria. Nu prezintă un inel.
- Carnea: de colorit gri-albicios până gri-ocru, este subțire, ceroasă, fragilă și în picior puțin mai elastică. Mirosul este plăcut fructuos, de ciuperci, și gustul savuros, și el tipic de bureți.[4][5]
- Caracteristici microscopice: are spori elipsoidali, hialini (translucizi) și netezi, dar sub microscop cu o mărire mai mare fin punctați pe exterior, cu o picătură uleioasă mare în mijloc precum două (sau mai multe) mai mici spre fiecare capăt, având o mărime de 20-25 x 11-14 microni. Pulberea lor este albă. Asciile cilindric clavate și pediculate de 250–280 x 13–16 microni conțin fiecare câte 8 spori. Parafizele (celule sterile între ascii) filamentoase de 3-4 µm grosime se umflă până la 6-12µm spre vârfurile ascuțit clavate sau capitate.[10]
- Reacții chimice: nu sunt cunoscute.[11][12]

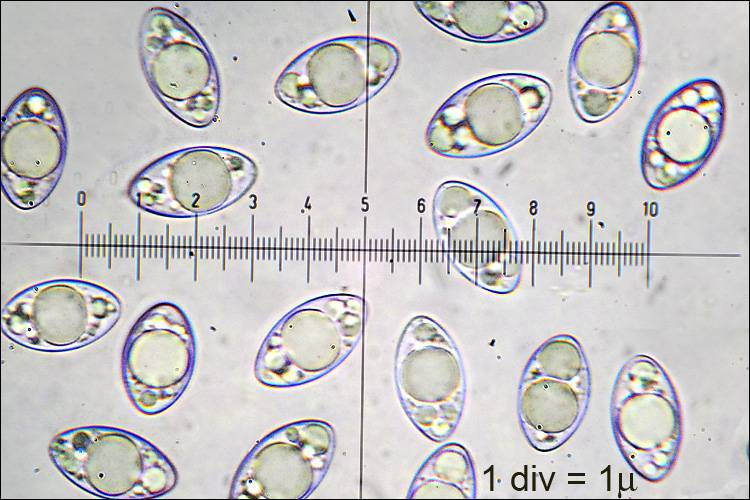
H. macropus, spori
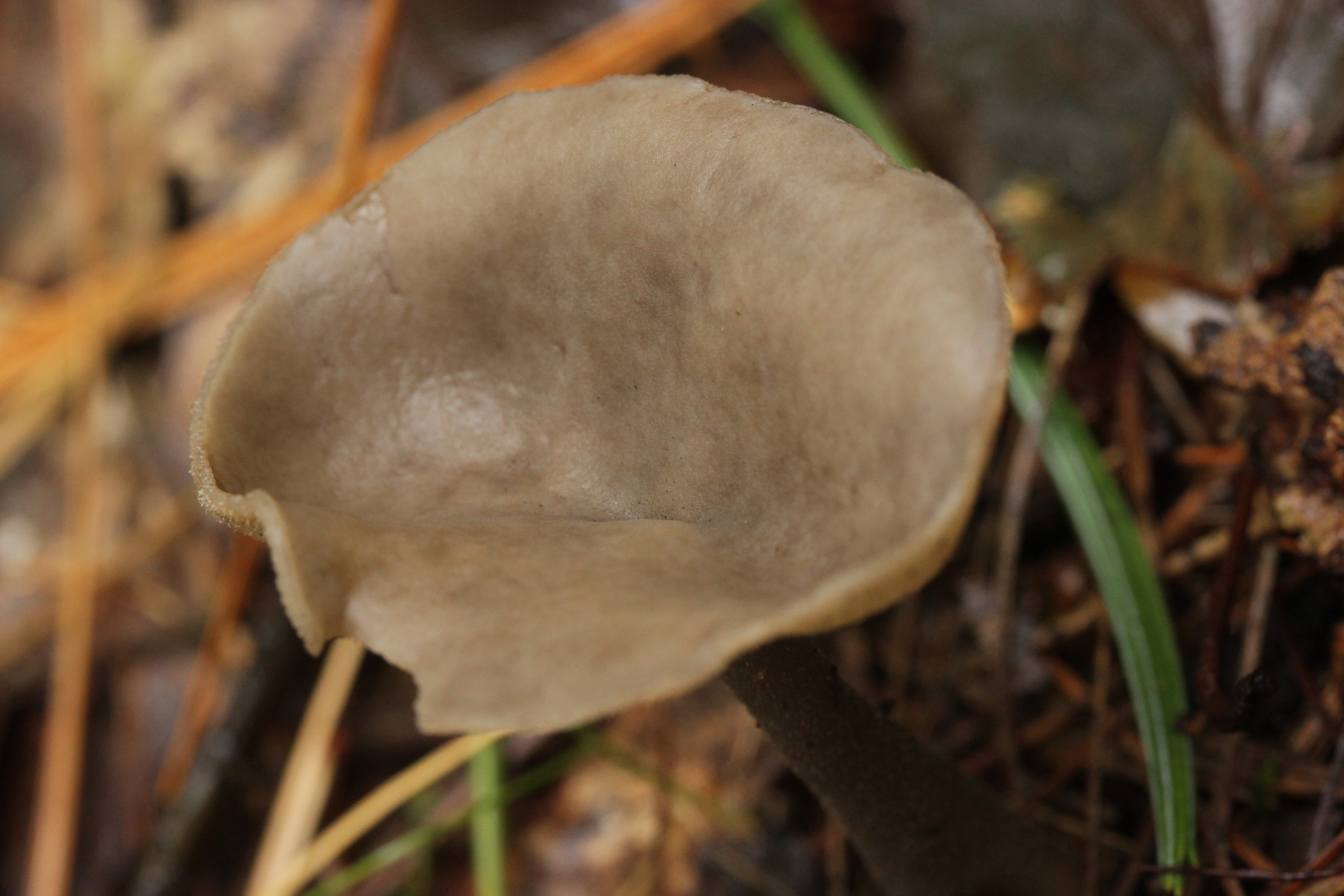
H. macropus, partea superioară
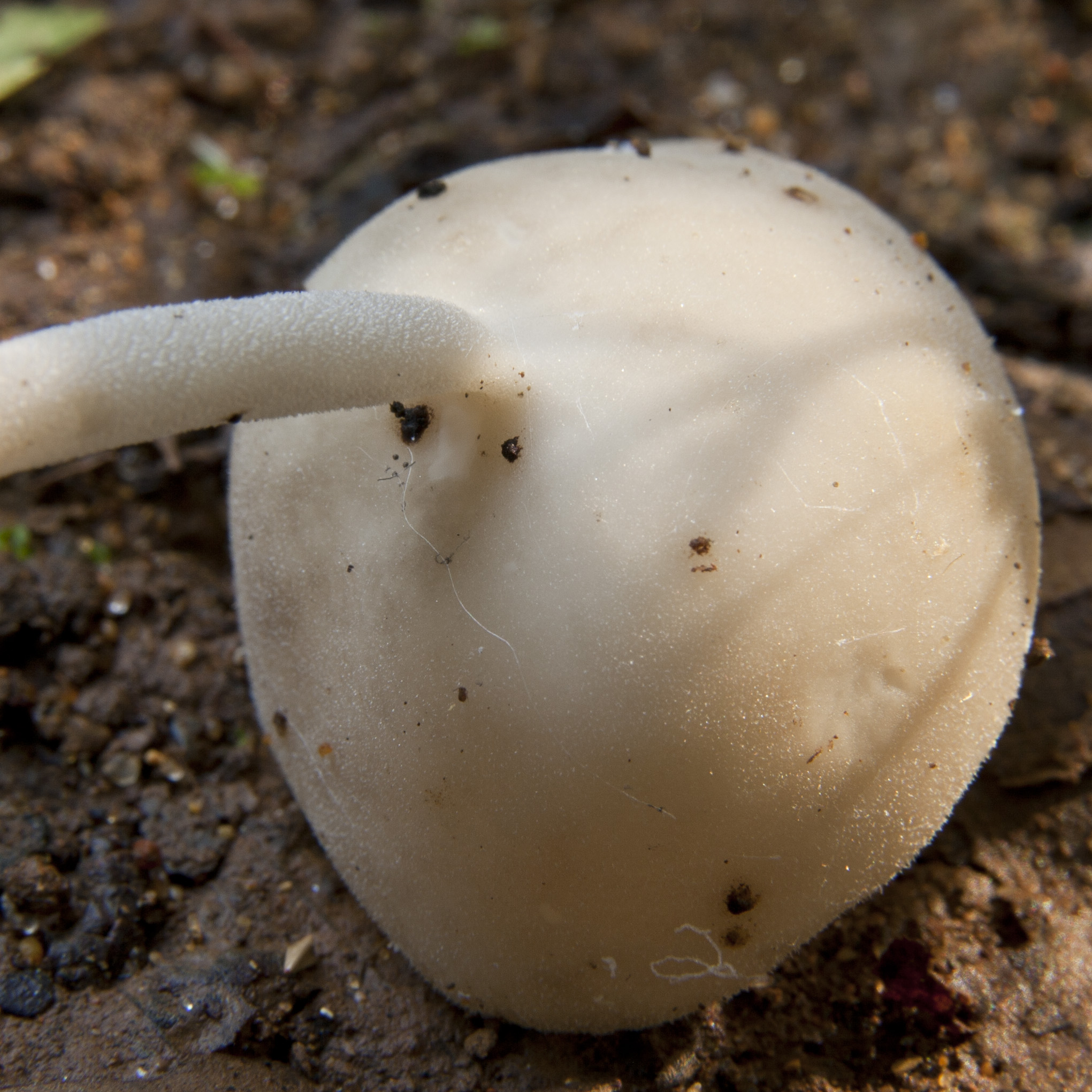
H. macropus tânăr, picior și partea inferioară
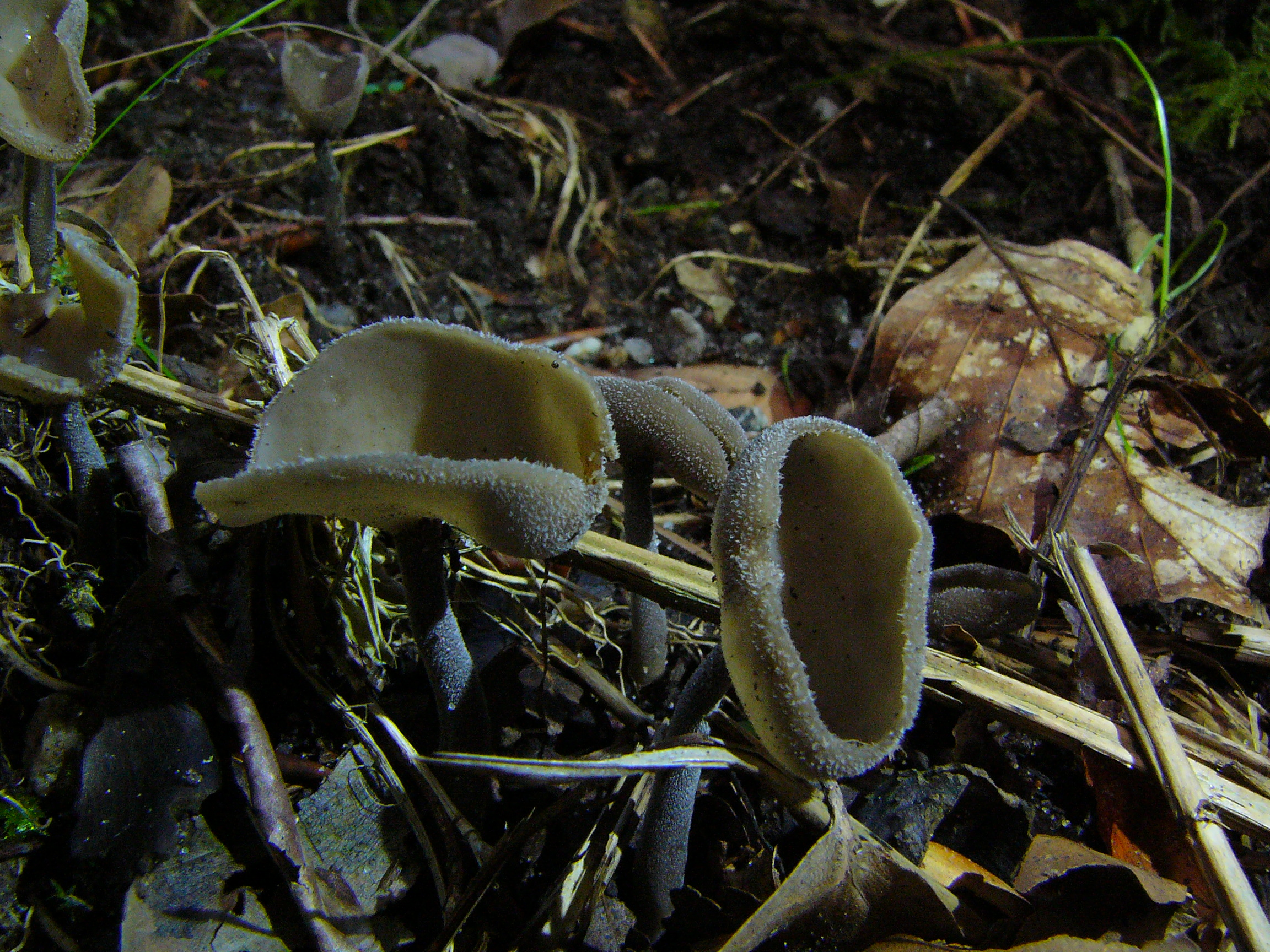
H. macropus bătrâni
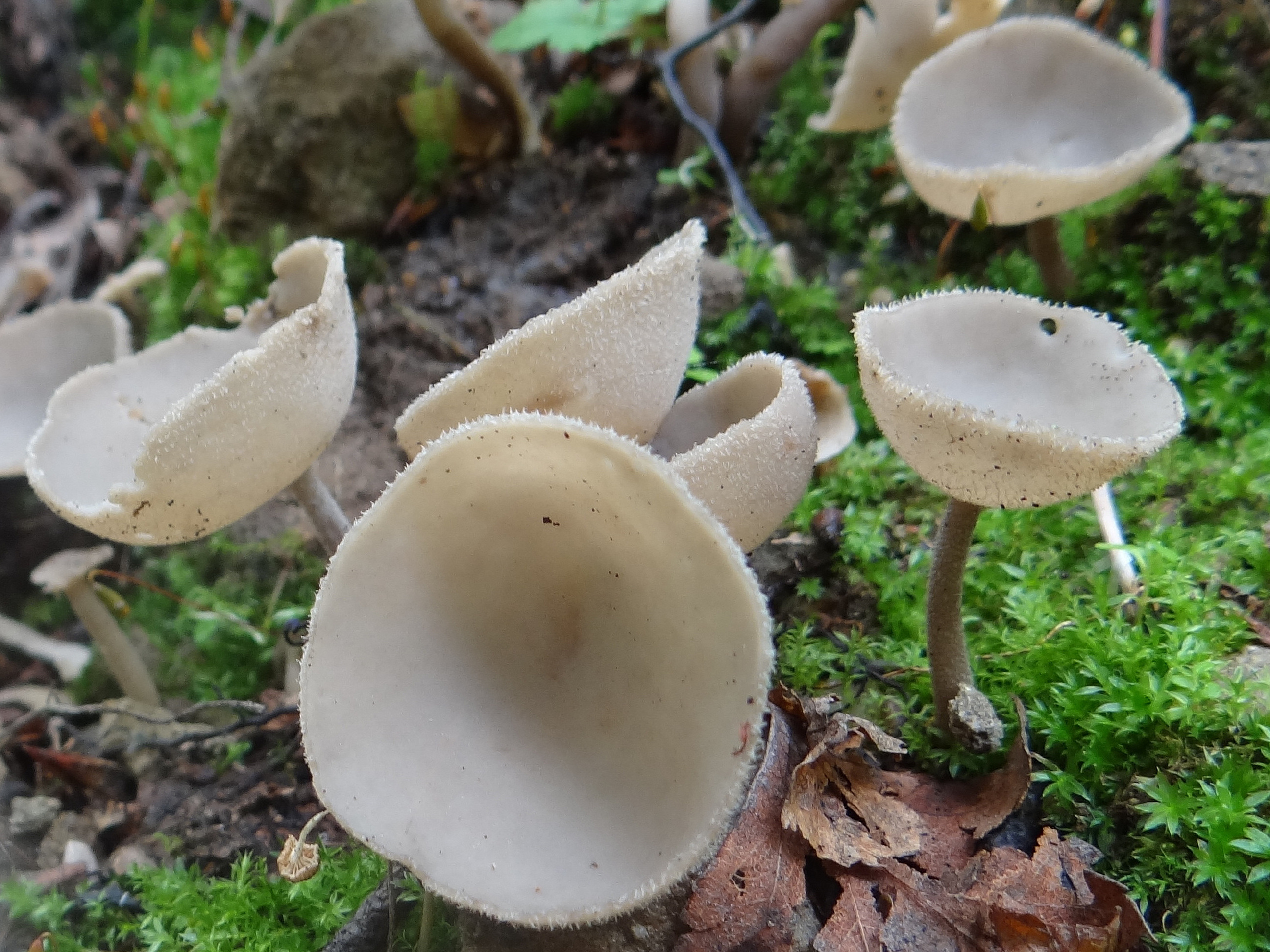
H. macropus tineri, grup

## Confuzii
Specia poate fi confundată cu specii asemănătoare în majoritate ceva mai mari, cu toate de comestibilitate restrânsă sau necomestibile, ca de exemplu: Helvella albella, Helvella atra, Helvella capucina, Helvella compressa, Helvella cupuliformis, Helvella elastica, Helvella ephippium, Helvella queletii, Helvella solitaria sau Helvella villosa + imagini. Datorită aspectului, soiul ar putea fi confundat de asemenea cu bureți de genul Peziza, de exemplu Peziza badia și Peziza varia. tinere, ambele comestibile, dar ultim numita fără valoare culinară.

## Specii de ciuperci asemănătoare

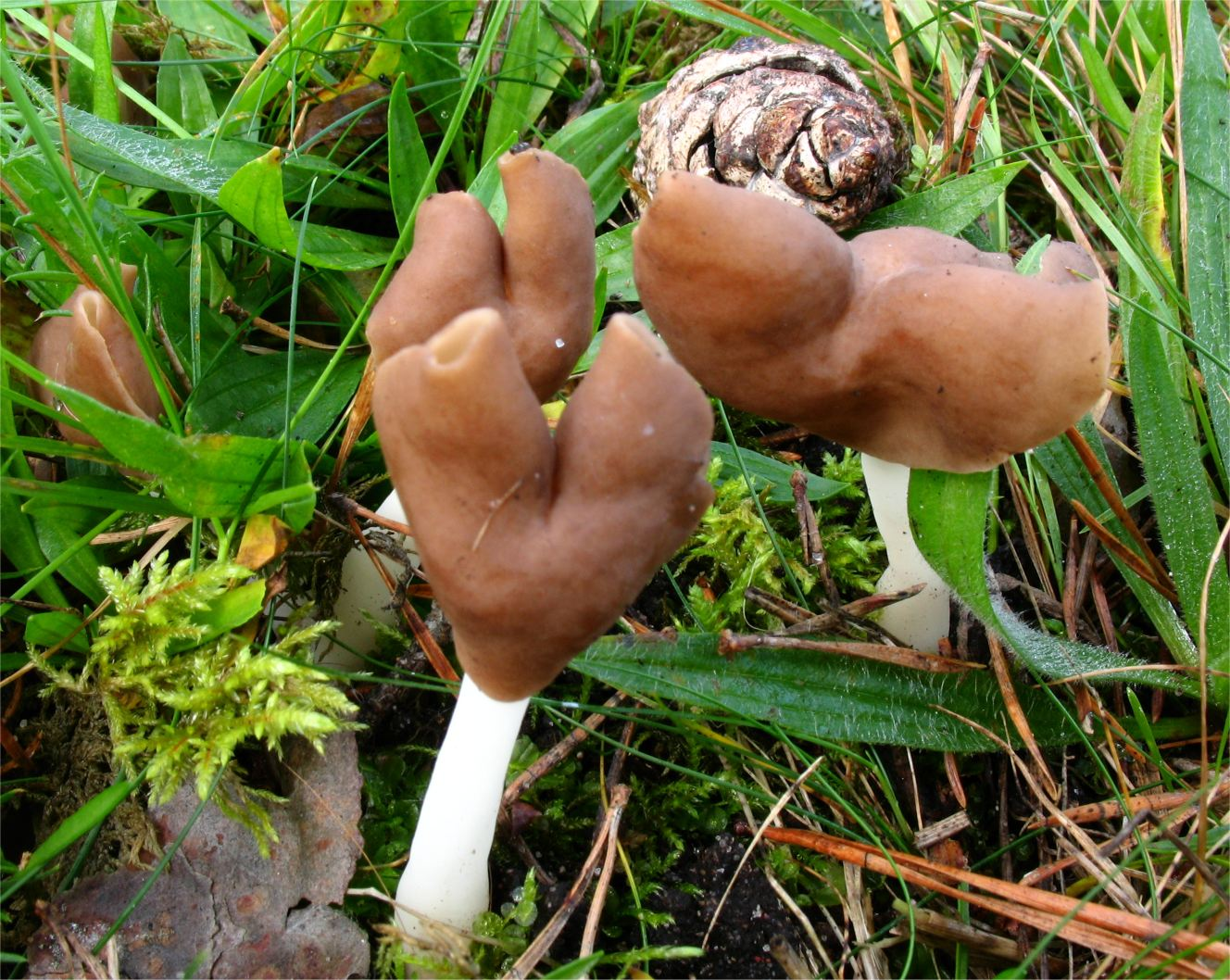
Helvella albella
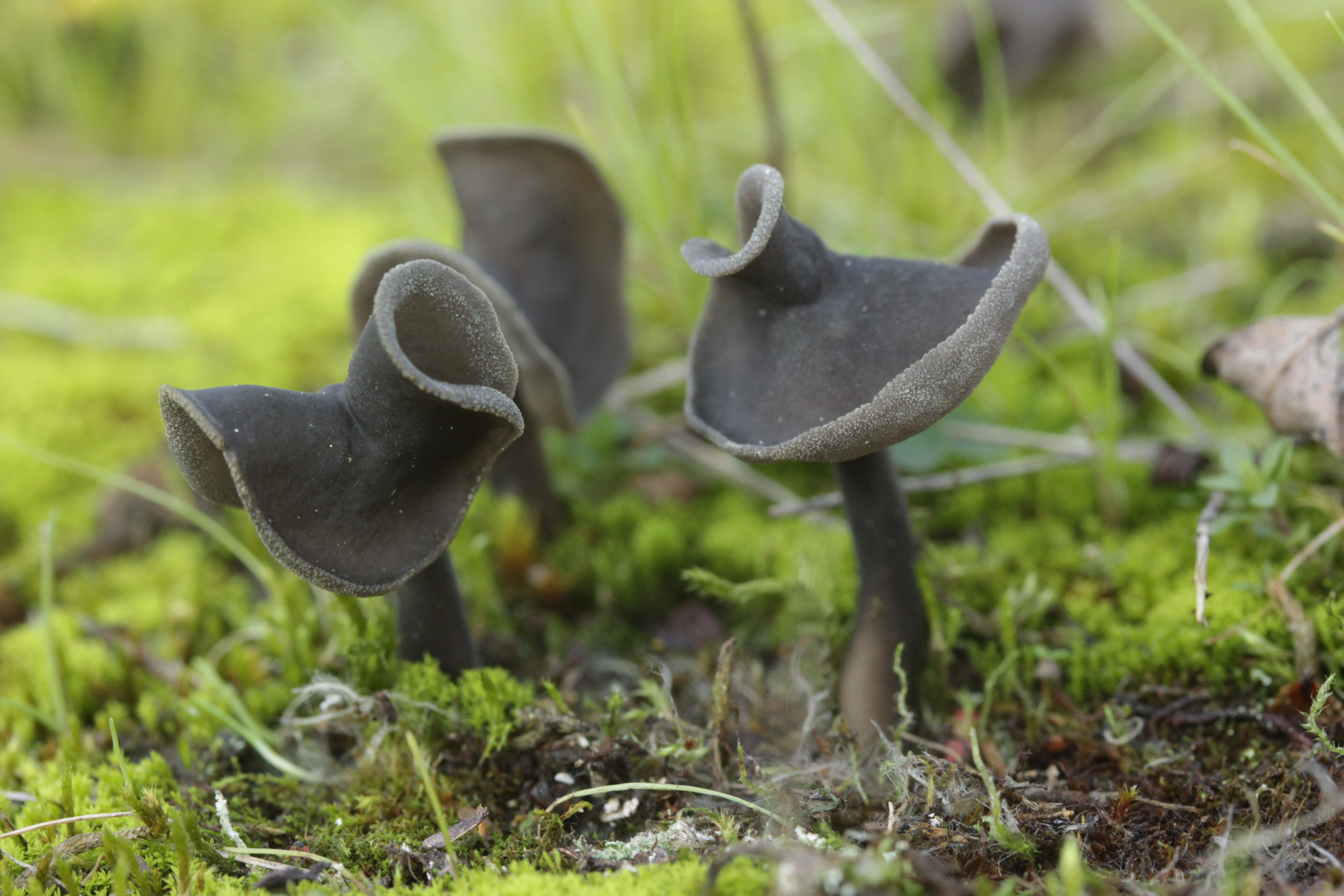
Helvella atra
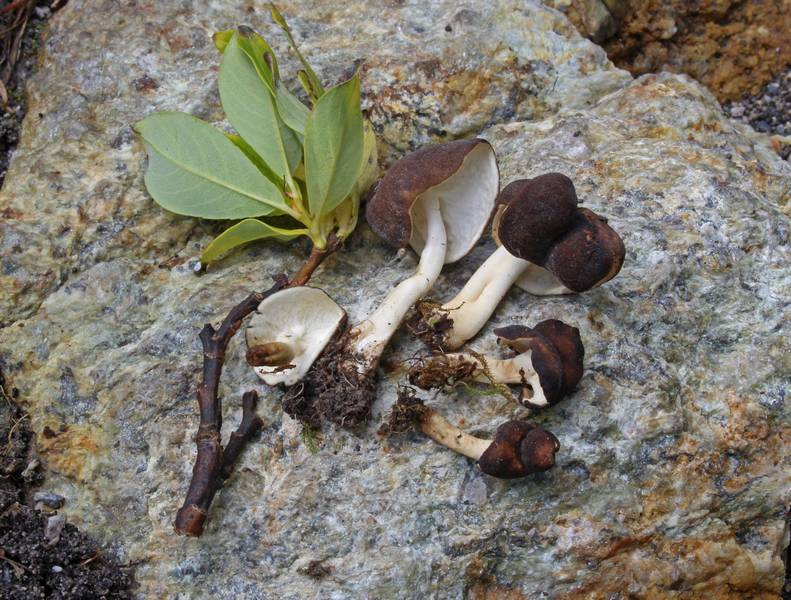
Helvella capucina
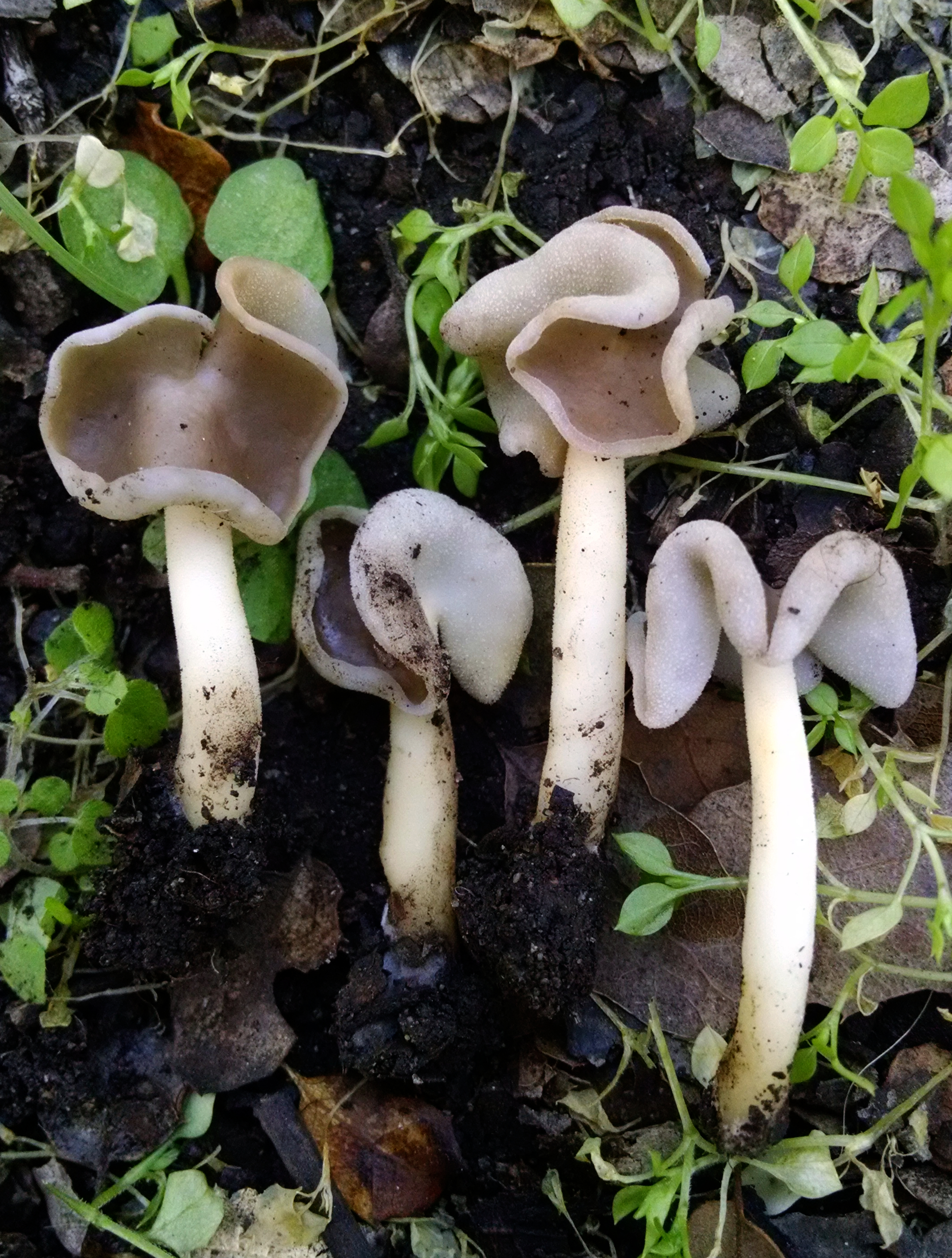
Helvella compressa

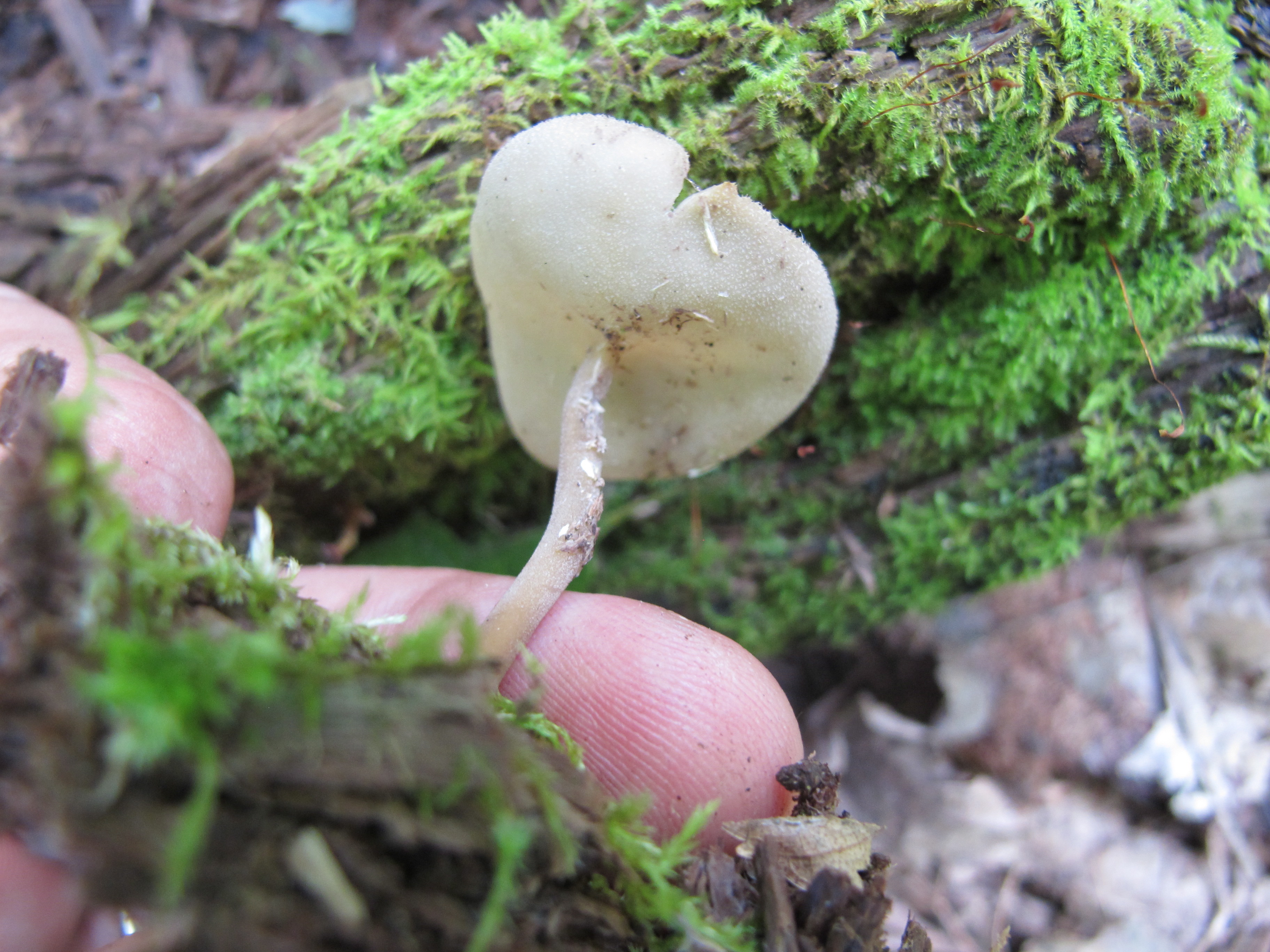
Helvella cupuliformis
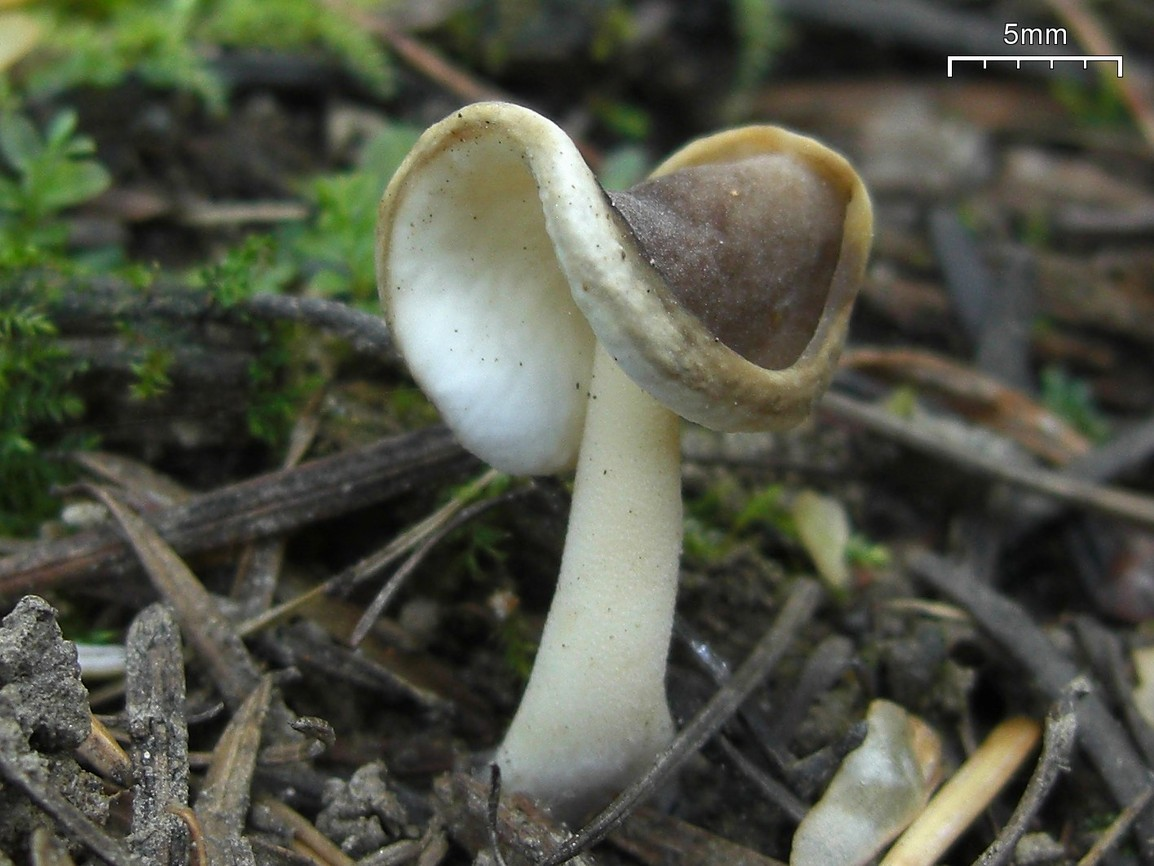
Helvella elastica
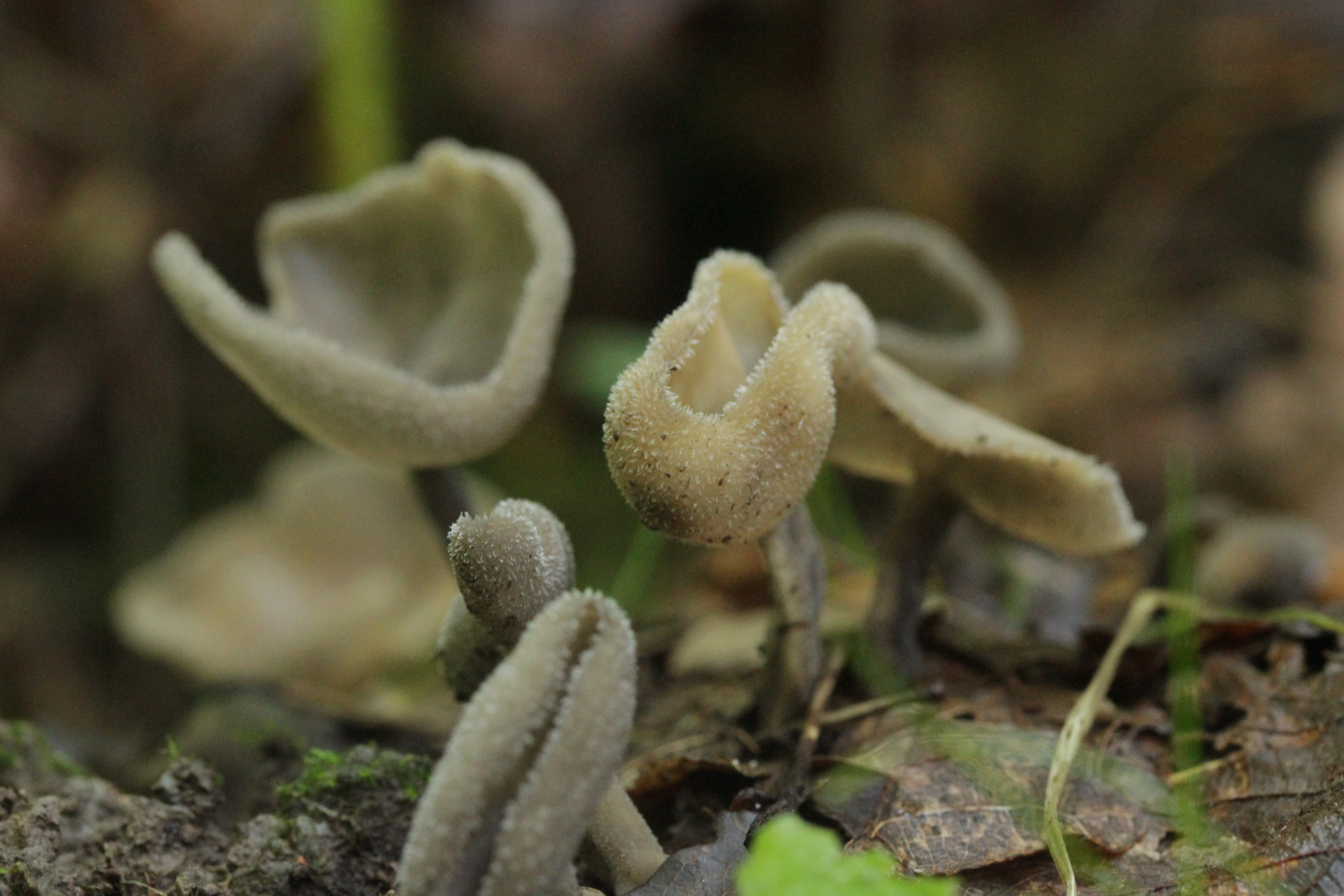
!Helvella ephippium!
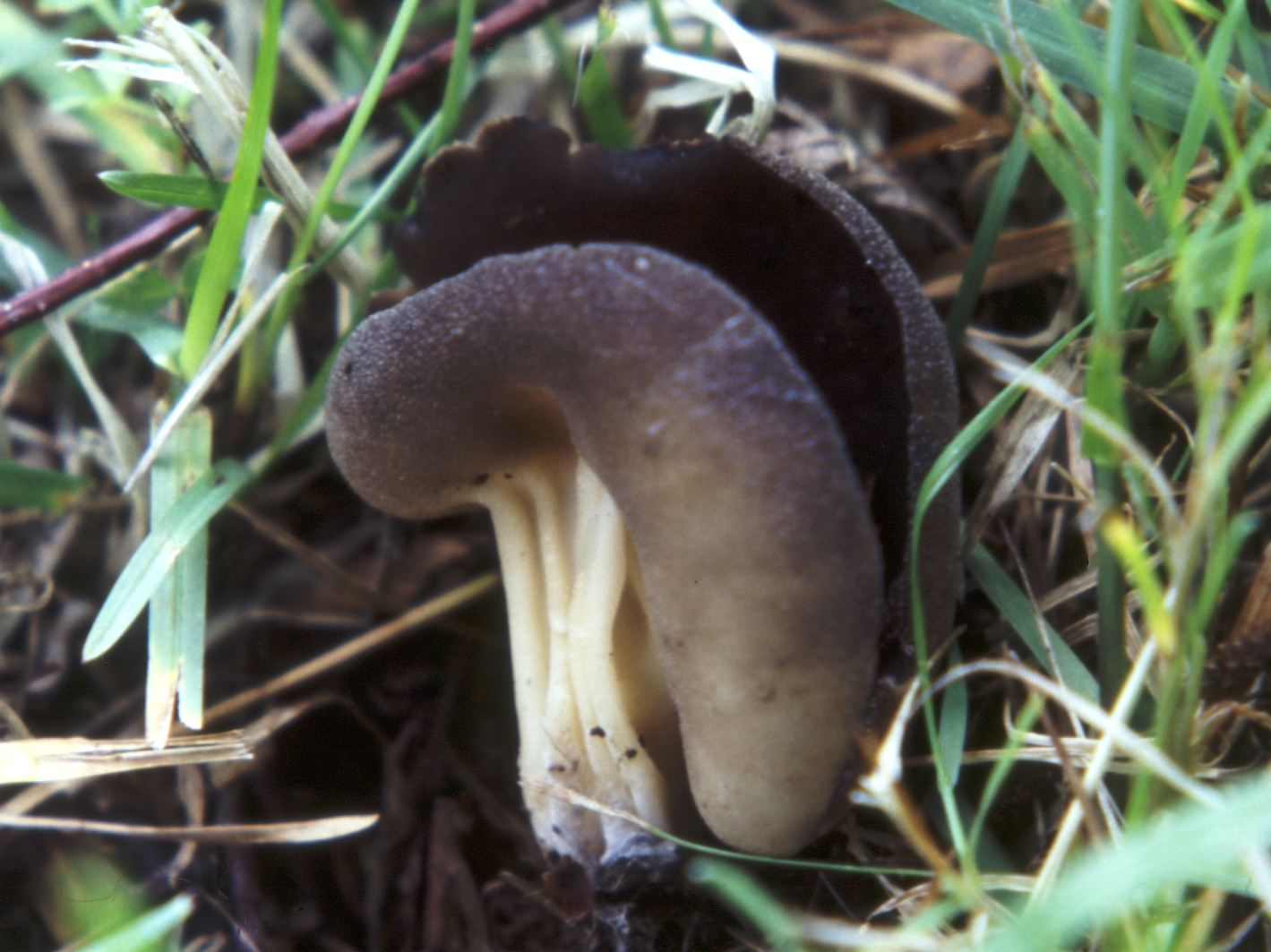
Helvella queletii

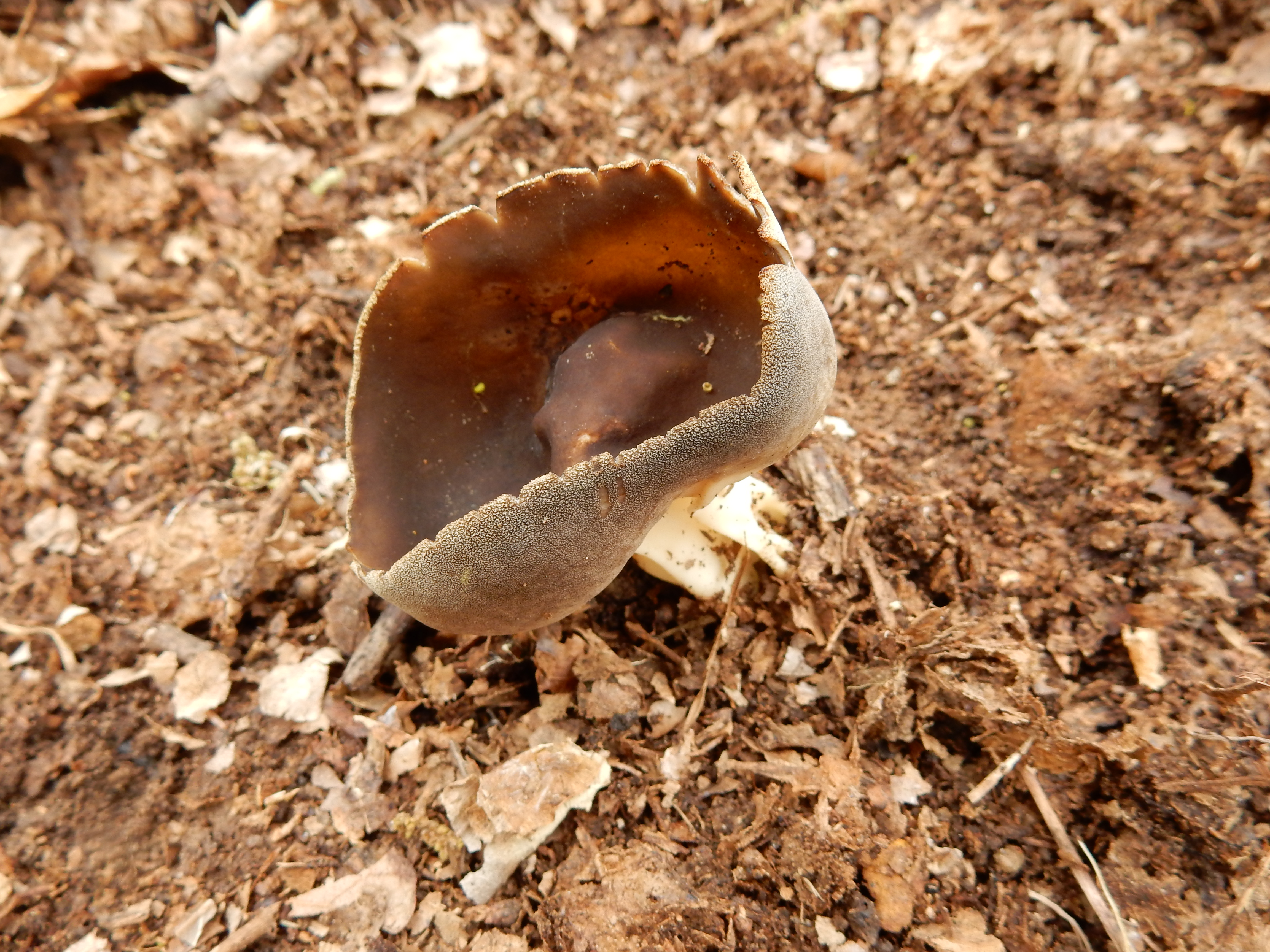
Helvella solitaria
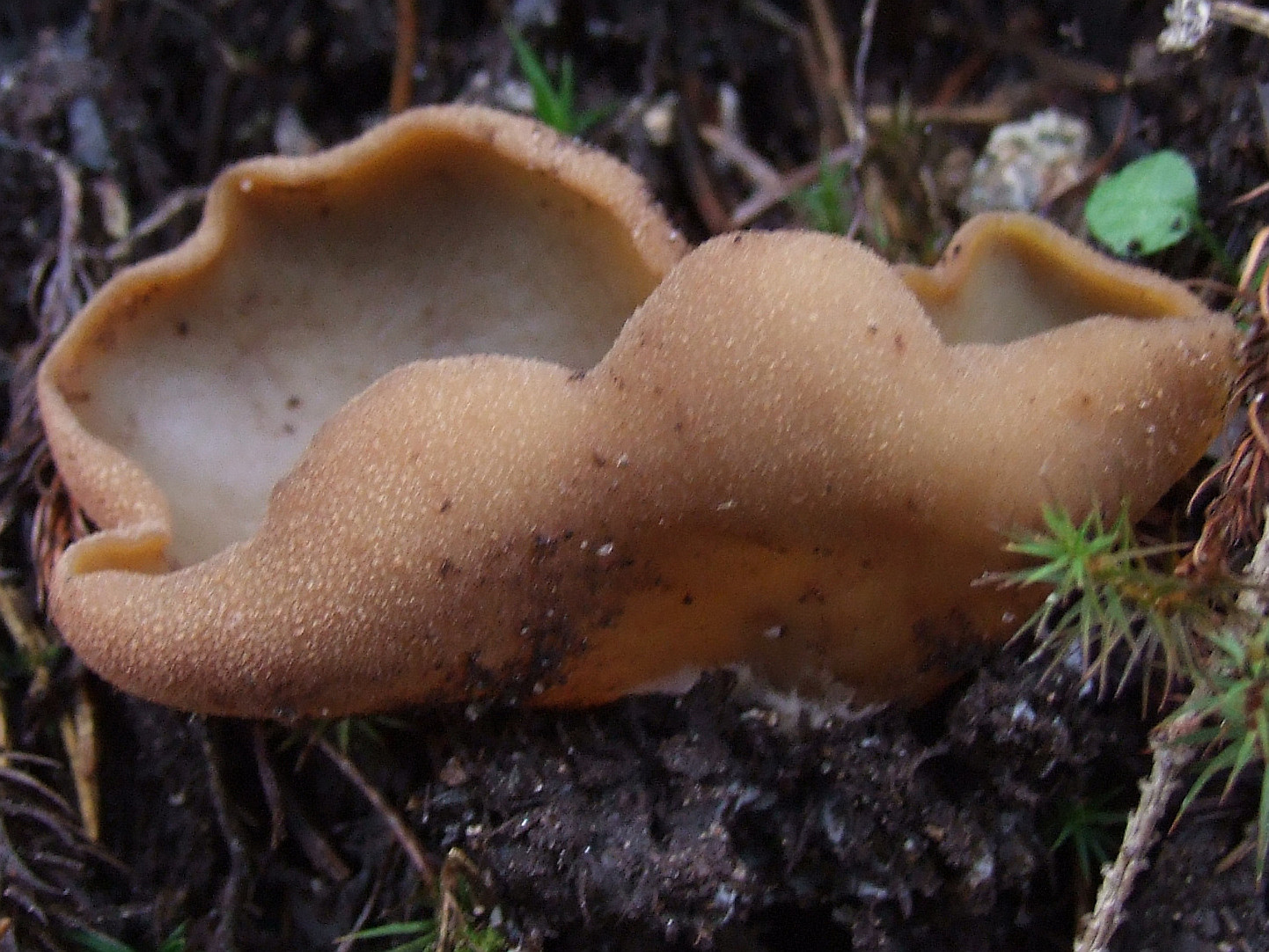
Peziza badia
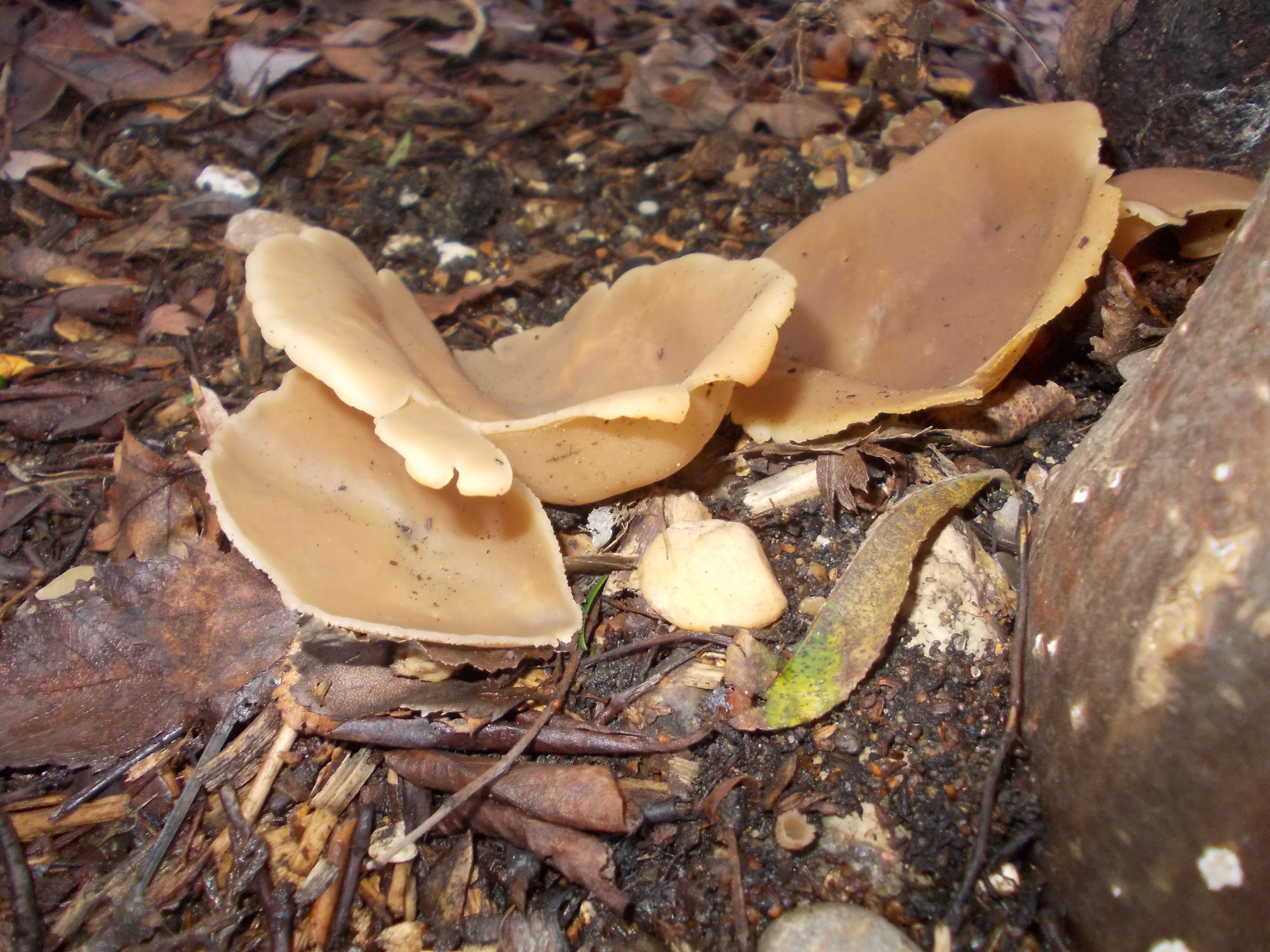
Peziza varia

## Valorificare
Această specie de miros și gust savuros conține numai puțină giromitrină și este descrisă în literatură în mod repetat drept ciupercă comestibilă excelentă, fiind una dintre puținele comestibile fără îndoială din acest gen. Totuși, pentru a elimina toxina în permanență, un timp suficient de fiert este deosebit de important și aici.

## Bibiliografie
- Bruno Cetto: „I funghi dal vero”, vol. 1-7, Editura Arte Grafiche Saturnia, Trento 1976-1993 (pentru cercetarea în total)
- Marcel Bon: „Pareys Buch der Pilze”, Editura Kosmos, Halberstadt 2012, ISBN 978-3-440-13447-4
- Rose Marie Dähncke: „1200 Pilze in Farbfotos”, Editura AT Verlag, Aarau 2004, p. 526, ISBN 3-8289-1619-8
- Ewald Gerhard: „Der große BLV Pilzführer“ (cu 1200 de specii descrise și 1000 fotografii), Editura BLV Buchverlag GmbH & Co. KG, ediția a 9-a, München 2018, ISBN 978-3-8354-1839-4
- P. G. Jamoni: „I funghi dell'ambiente Alpino”, în: „Funghi e Ambiente”, nr. 62-63, 1993, p. 51
- Hans E. Laux: „Der große Pilzführer, Editura Kosmos, Halberstadt 2001, ISBN 978-3-440-14530-2
- Meinhard Michael Moser: „Kleine Kryptogamenflora der Pilze – vol. II a.: „Höhere Phycomyceten und Ascomyceten”, Editura Gustav Fischer, Jena 1963
- N. Van Vooren: „Notes sur le genre Helvella L. (Ascomycota, Pezizales) - 1. Le sous-genre Elasticae”, în: „Bulletin mycologique et botanique Dauphiné-Savoie”, vol. 199, 2010